# Babylonia leonis
Babylonia leonis is een slakkensoort uit de familie van de Babyloniidae. De wetenschappelijke naam van de soort is voor het eerst geldig gepubliceerd in 1972 door Van Regteren Altena & Gittenberger.